# Chamampit
Chamampit, jedna od lokalnih bandi Indijanaca Atfalati porodice Kalapooian, koji su živjeli na Wapatoo Creeku na istočnim kraju jezera Wapatoo u okrugu Yamhill u Oregonu. U izvorima se spominju i pod imenom Tcha mámpit.